# Ерік Лендер
Ерік Лендер (англ. Eric Lander; нар. 3 лютого 1957, Бруклін, Нью-Йорк) — американський математик і генетик, професор MIT. 11-й директор Управління з питань науки та технологій з 25 січня 2021 до 18 лютого 2022 року та радник президента з питань науки з 2 червня 2021 до 18 лютого 2022 року. Пішов у відставку з обох посад після звинувачень у жорстокому поводженні з підлеглими. Його праці присвячені здебільшого біоінформатиці, геноміці та генетиці.

## Біографія
Закінчив Принстонський університет (бакалавр, 1978). Ступінь доктора філософії отримав в Оксфордському університеті 1980 року. З 1986 року працює в Массачусетському технологічному інституті.
З другої половини 1980-х років займається дешифруванням геному людини разом з Девідом Ботштейном і застосуванням її результатів в медицині. Один з керівників проєкту геному людини. Його група секвенувала третину геному людини.
Також важливим результатом досліджень є молекулярна таксономія ракових захворювань.

## Нагороди та визнання
- 1987: Стипендія Мак-Артура[9]
- 1997: член Національної академії наук США[10]
- 1997: Премія Діксона[en] з медицини
- 1997: Robert J. and Claire Pasarow Foundation Medical Research Award[en]
- 1999: член Національної академії наук і мистецтв США
- 1999: «Золота пластина» Американської академії досягнень[en][11]
- 2001: Медаль Макса Дельбрюка[en]
- 2002: Міжнародна премія Гайрднера
- 2002: Лекція Джона фон Неймана[en]
- 2004: Гіббсовська лекція
- 2004: AAAS Public Understanding of Science and Technology Award
- 2010: Премія медичного центру Олбані[en]
- 2012: Премія Гарві
- 2012: Премія Дена Девіда[en]
- 2012: Медаль Менделя
- 2013: Премія за прорив у науках про життя[12]
- 2015: AAAS Philip Hauge Abelson Prize[en]
- 2017: почесний доктор Лувенського католицького університету[13]
- 2018: Премія Вільяма Аллана[en][14]
- 2020: член Папської академії наук.[15]

Почесний доктор Колумбійського університету, Лундського університету, University of Massachusetts Lowell, Icahn School of Medicine at Mount Sinai, Тель-Авівського університету

## Доробок
- Symmetric designs - an algebraic approach. Cambridge University Press, Cambridge [u. a.] 1983, ISBN 0-521-28693-X
- Herausgeber mit Michael S. Waterman: Calculating the secrets of life. Applications of the mathematical sciences in molecular biology. National Academy Press, Washington, DC 1995, ISBN 0-309-04886-9